# Sabbattia Joseph Wolff
Sabbattia Joseph Wolff (* 12. September 1757, in Berlin; † 1832 ebenda) war ein deutscher Arzt, Publizist und jüdischer Reformer.

## Leben
Wolff wuchs in einer Krankenwärterfamilie auf und wurde religiös erzogen. 1799 promovierte er in Frankfurt/Oder, ließ sich ein Jahr später in Berlin als Arzt nieder und praktizierte bis 1826. Zwischen 1792 und 1819 beteiligte er sich mit seinen Schriften intensiv an den Diskussionen über Emanzipation und bürgerliche Verbesserung der Juden. Als Reformer wandte er sich dabei gegen das traditionalistische Judentum und zugleich gegen den Antijudaismus seiner Zeit.
Schon in den späten 1780er Jahren lernte er den jüdischen Philosophen und Aufklärer Salomon Maimon kennen. 1813, dreizehn Jahre nach Maimons Tod, veröffentlichte Wolff seine Maimonia, eine bis heute wichtige biographische Quelle zu Salomon Maimon.
Wolff starb 1832 oder 1833 in Berlin.

## Werke
- Freymüthige Gedanken über die vorgeschlagene Verbesserung der Juden in den preußischen Staaten / von einem Juden mit Zusätzen eines Christen. Halle 1792.
- Maimoniana, oder, Rhapsodien zur Charakteristik Salomon Maimon’s : aus seinem Privatleben gesammelt. Berlin 1813.
- Ausverkauf meiner schriftstellerischen Arbeiten. Berlin 1824. (Digitalisat und Volltext im Deutschen Textarchiv)